# Гібсон (Вісконсин)
Гібсон (англ. Gibson) — місто (англ. town) в США, в окрузі Манітовок штату Вісконсин. Населення — 1315 осіб (2020).

## Демографія
Згідно з переписом 2010 року, у місті мешкали 1344 особи в 529 домогосподарствах у складі 402 родин. Було 577 помешкань
Расовий склад населення:
| - 99,1 % — білих - 0,2 % — корінних американців - 0,2 % — азіатів - 0,1 % — вихідців з тихоокеанських островів |

До двох чи більше рас належало 0,2 %. Частка іспаномовних становила 0,6 % від усіх жителів.
За віковим діапазоном населення розподілялося таким чином: 21,7 % — особи молодші 18 років, 66,1 % — особи у віці 18—64 років, 12,2 % — особи у віці 65 років та старші. Медіана віку мешканця становила 44,4 року. На 100 осіб жіночої статі у місті припадало 115,4 чоловіків;  на 100 жінок у віці від 18 років та старших — 116,7 чоловіків також старших 18 років.
Середній дохід на одне домашнє господарство  становив 78 201 долар США (медіана — 66 094), а середній дохід на одну сім'ю — 84 657 доларів (медіана — 71 518). Медіана доходів становила 49 792 долари для чоловіків та 29 234 долари для жінок. За межею бідності перебувало 5,2 % осіб, у тому числі 8,0 % дітей у віці до 18 років та 1,9 % осіб у віці 65 років та старших.
Цивільне працевлаштоване населення становило 766 осіб. Основні галузі зайнятості: освіта, охорона здоров'я та соціальна допомога — 25,1 %, виробництво — 21,4 %, транспорт — 8,2 %, сільське господарство, лісництво, риболовля — 8,0 %.